# Zarzuela
La zarzuela è un genere lirico-drammatico spagnolo, in cui si alternano scene parlate, altre cantate e balli concertati. Si suppone che il nome derivi dal padiglione di caccia omonimo, sito vicino a Madrid, dove nel XVII secolo si mettevano in scena rappresentazioni di questo tipo per la corte spagnola.
In Spagna il teatro musicale inizia con Juan del Encina. Questo nuovo genere chiamato zarzuela apportò l'innovazione di dotare i numerosi brani musicali di una funzione drammatica, cioè integrata nella trama dell'opera. Ulteriori novità furono la presenza di una grande orchestra e l'incorporazione dei cori, delle canzoni e dei balli.

## Storia
I primi autori che applicarono la loro arte a questo nuovo stile di teatro musicale furono Lope de Vega e Calderón de la Barca. Oggi si ritiene che Calderón sia stato il primo drammaturgo a adottare il termine zarzuela per definire una sua opera intitolata El golfo de las sirenas (1657). Lope de Vega scrisse un'opera che intitolò La selva sin amor, dramma con orchestra, e la definì come "cosa nuova in Spagna". Nel testo introduttivo del 1629 si legge:
Di queste opere non abbiamo gli spartiti. Tuttavia è arrivata fino a noi la musica dell'opera Los celos hacen estrella di Juan Hidalgo e Juan Vélez, del 1672: attraverso quest'opera ci si può fare un'idea di come fosse questo genere nel XVII secolo.
Nel XVIII secolo l'avvento dei Borboni si accompagnò alla moda dello stile italiano nelle diverse manifestazioni artistiche, inclusa la musica: le zarzuele di questo periodo assunsero caratteristiche molto simili a quello delle opere italiane. L'avvento di Carlo III, con i problemi politici ad esso legati, provocò rivolte contro i ministri italiani, con ripercussioni negative sulle rappresentazioni teatrali: di nuovo risultò dominante la tradizione popolare spagnola, rappresentata in quest'occasione da Ramón de la Cruz. La prima opera di quest'autore fu Las segadoras de vallecas (1768), musicata da Rodríguez de Hita. L'auge della zarzuela arrivò, nel XIX secolo, a partire dal 1839, con i compositori Francisco Barbieri e Emilio Arrieta. A volte il successo dell'opera era dovuto a una o più arie che il pubblico imparava e riproponeva oralmente, come ad esempio con i cuplé. Il meccanismo dell'opera rimase sempre uguale: numeri parlati, cantati, cori che si alternano con scene comiche che, generalmente, sono interpretate da una coppia. Abbondava il genere travestito e regionalista e nei libretti si raccoglievano ogni sorta di mode, regionalismi e detti popolari.
Dopo la rivoluzione del 1868, il paese entrò in una crisi profonda (soprattutto economica) che si riflesse anche sul teatro. Lo spettacolo teatrale era caro e non ci si potevano più permettere quei costi. Per questo il Teatro Variedades de Madrid ebbe l'idea di ridurre il prezzo dello spettacolo e, allo stesso tempo, la durata della rappresentazione. Un'opera teatrale durava, a quei tempi, quattro ore e si ridusse ad un'ora. Iniziò quello che venne chiamato "teatro ad ore". L'innovazione ebbe un grande successo e i compositori di zarzuele si adeguarono al nuovo formato creando opere molto più corte. Le zarzuele di un solo atto vennero dette Género chico e Género grande quelle di tre o più atti. La zarzuela grande esordì nel Teatro de la Zarzuela di Madrid, però con poco successo e poco pubblico. Nonostante questo, nel 1873 aprì un nuovo teatro, l'Apollo, che condivise gli insuccessi con il predecessore, fino a che non ebbe altra scelta che passare al género chico.
La zarzuela ha mantenuto anche in seguito, sia in Spagna, sia in America Latina, un importante ruolo e una diffusa popolarità, conservatasi fino ai nostri giorni, grazie anche ai documentari di zarzuelas girati nel 1905 dal regista, fotografo e produttore cinematografico Ricardo de Baños (da ricordare che proprio in questo genere musicale iniziò - e continuò fino al termine degli anni '50 - l'esperienza musicale di Plácido Domingo, la cui famiglia fin dai primi del Novecento gestiva una compagnia di zarzuela).